# (3962) Valyaev
(3962) Valyaev est un astéroïde de la ceinture principale.

## Description
(3962) Valyaev est un astéroïde de la ceinture principale. Il fut découvert le 8 février 1967 à Naoutchnyï par Tamara Smirnova. Il présente une orbite caractérisée par un demi-grand axe de 3,21 UA, une excentricité de 0,11 et une inclinaison de 2,0° par rapport à l'écliptique.

## Compléments